# Shefford (circonscription provinciale)
Pour les articles homonymes, voir Shefford.
Circonscription électorale provinciale du Canada
Shefford est une ancienne circonscription électorale provinciale du Québec. Son territoire était située dans la région administrative de la Montérégie, autour de la MRC de La Haute-Yamaska. La circonscription tire son nom de la ville de Shefford qui fait partie de son territoire.

## Historique
Le district électoral de Shefford a été créé en 1829. À la Confédération de 1867, le district est utilisé pour faire partie des premières 65 circonscriptions provinciales. Lors de la révision de la carte électorale québécoise en 2011, la circonscription est redécoupée pour ne conserver que le territoire de la ville de Granby et devient la circonscription électorale de Granby. Le reste de la circonscription est fusionné avec Brome-Missisquoi.

## Territoire et limite
Lors de son abolition en 2012, la circonscription comprenait les municipalités suivantes :
- Granby
- Shefford
- Warden
- Waterloo

## Liste des députés

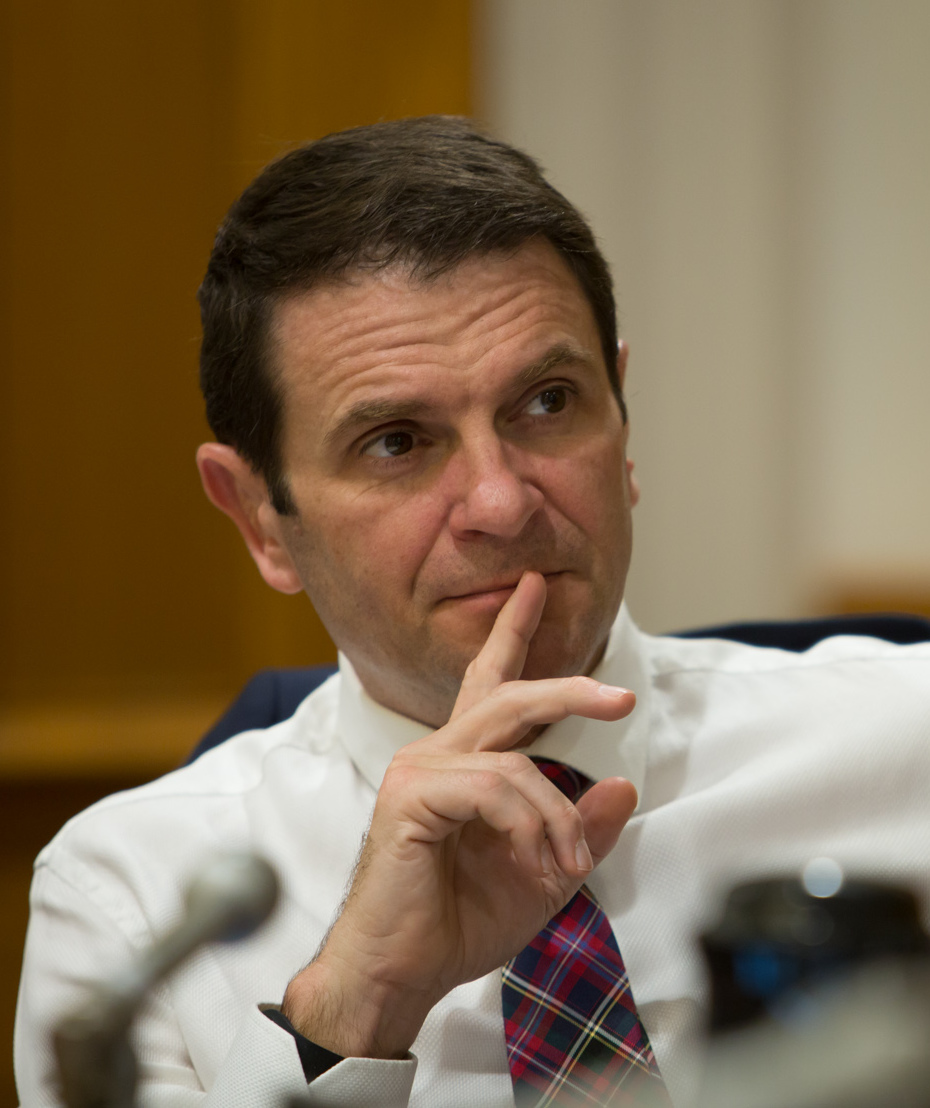
Francois Bonnardel, député actuel de Granby, auparavant Shefford

| Années | Années           | Député                       | Parti               |
| ------ | ---------------- | ---------------------------- | ------------------- |
|        | 1867 - 1871      | Michel-Adrien Bessette       | Conservateur        |
|        | 1871 - 1875      | Maurice Laframboise          | Libéral             |
|        | 1875 - 1878      | Maurice Laframboise          | Libéral             |
|        | 1878 - 1881      | Joseph Lafontaine            | Libéral             |
|        | 1881 - 1886      | Isidore Frégeau              | Conservateur        |
|        | 1886 - 1887      | Thomas Brassard              | Libéral             |
|        | 1888 - 1890      | Tancrède Boucher de Grosbois | Libéral             |
|        | 1890 - 1892      | Tancrède Boucher de Grosbois | Libéral             |
|        | 1892 - 1897      | Adolphe-François Savaria     | Conservateur        |
|        | 1897 - 1900      | Tancrède Boucher de Grosbois | Libéral             |
|        | 1900 - 1903      | Tancrède Boucher de Grosbois | Libéral             |
|        | 1904             | Auguste Mathieu              | Libéral             |
|        | 1904 - 1908      | Ludger-Pierre Bernard        | Conservateur        |
|        | 1908 - 1912      | Ludger-Pierre Bernard        | Conservateur        |
|        | 1912 - 1916      | William Stephen Bullock      | Libéral             |
|        | 1916 - 1919      | William Stephen Bullock      | Libéral             |
|        | 1919 - 1923      | William Stephen Bullock      | Libéral             |
|        | 1923 - 1927      | William Stephen Bullock      | Libéral             |
|        | 1927 - 1931      | William Stephen Bullock      | Libéral             |
|        | 1931 - 1935      | Robert-Raoul Bachand         | Libéral             |
|        | 1935 - 1936      | Hector Choquette             | ALN                 |
|        | 1936 - 1939      | Hector Choquette             | Union nationale     |
|        | 1939 - 1944      | Charles Munson Bullock       | Libéral             |
|        | 1944 - 1948      | Hector Choquette             | Union nationale     |
|        | 1948 - 1952      | Hector Choquette             | Union nationale     |
|        | 1952 - 1956      | Gaston Ledoux                | Libéral             |
|        | 1956 - 1960      | Armand Russell               | Union nationale     |
|        | 1960 - 1962      | Armand Russell               | Union nationale     |
|        | 1962 - 1966      | Armand Russell               | Union nationale     |
|        | 1966 - 1970      | Armand Russell               | Union nationale     |
|        | 1970 - 1973      | Armand Russell               | Union nationale     |
|        | 1973 - 1976      | Richard Verreault            | Libéral             |
|        | 1976 - 1981      | Richard Verreault            | Libéral             |
|        | 1981 - 1985      | Roger Paré                   | Parti québécois     |
|        | 1985 - 1989      | Roger Paré                   | Parti québécois     |
|        | 1989 - 1994      | Roger Paré                   | Parti québécois     |
|        | 1994             | Bernard Brodeur              | Libéral             |
|        | 1994 - 1998      | Bernard Brodeur              | Libéral             |
|        | 1998 - 2003      | Bernard Brodeur              | Libéral             |
|        | 2003 - 2007      | Bernard Brodeur              | Libéral             |
|        | 2007 - 2008      | François Bonnardel           | Action démocratique |
|        | 2008 - 2012      | François Bonnardel           | Action démocratique |
|        | Coalition avenir | François Bonnardel           |                     |